# The Massacre (50 Cent)
The Massacre è  il terzo album registrato in studio dal rapper statunitense 50 Cent e il suo secondo lavoro ufficiale ed è forse uno dei più famosi registrati dall'artista.

## Descrizione
Uscito in due edizioni, ha ricevuto ben nove dischi di platino e le sue vendite hanno sfiorato i dieci milioni di copie. Questo album in Italia è arrivato alla posizione numero 13. Ogni traccia presente nell'album ha un videoclip.

## Tracce
1. Intro (prodotta da Eminem)
2. In My Hood (co-prodotta da Eminem)
3. This Is 50
4. I'm Supposed To Die Tonight (prodotta da Eminem)
5. Piggy Bank
6. Gatman And Robbin (prodotta da Eminem) (featuring Eminem)
7. Candy Shop (featuring Olivia)
8. Outta Control
9. Get In My Car
10. Ski Mask Way (co-prodotta da Eminem)
11. A Baltimore Love Thing
12. Ryder Music
13. Disco Inferno
14. Just a Lil Bit
15. Gunz Come Out
16. My Toy Soldier  (prodotta da Eminem) (featuring Tony Yayo)
17. Position Of Power
18. Build You Up (featuring Jamie Foxx)
19. God Gave Me Style
20. So Amazing (featuring Olivia)
21. I Don't Need 'Em